# Дон Ф. Ајзли
Дон Фултон Ајзли (енгл. Donn Fulton Eisele; Коламбус, 23. јун 1930 — Токио, 2. децембар 1987), био је амерички опитни пилот, инжењер ваздухопловне технике, астронаут. Као пилот командног модула, заједно са Волтером Широм и Волтером Канингемом, летео је у свемир у оквиру прве успешне мисије из Аполо програма, Апола 7, 1968. године. За астронаута је изабран 1963. године.

## Биографија
Ајзли је рођен у Коламбусу, Охајо, 23. јуна 1930. године. Средњу школу је завршио у родном граду 1948. године. Био је активан у Младим извиђачима САД, и завредео највиши чин Eagle Scout. По матурирању био је примљен на Америчку морнаричку академију у Анаполису, Мериленд, на којој је дипломирао јуна 1952. године. Након тога, стекао је мастер диплому из области астронаутике на Технолошком институту Америчког ратног ваздухопловства, 1960. године.
Иако је дипломирао на Морнаричкој академији, ступио је у Ратно ваздухопловство САД. Након успешно окончане летачке обуке, летео је као борбени пилот. Служио је у Либији средином педесетих. Након стицања мастер дипломе, упућен је у елитну школу за пробне пилоте, коју је завршио у ваздухопловној бази Едвардс, Калифорнија. Тестирао је као експериментални пилот и пројектни инжењер разне типове летелица, и у том својству је изабран у астронаутски корпус НАСА, 1963. године.
Током каријере је забележио преко 4.200 часова лета на разним типовима авиона; од тога 3.600 часова на млазњацима. У свемиру је провео непуних 11 дана.
Након селекције и почетних дужности као астронаута, одређен је за пилота на лету Аполо 1. Међутим, због неодложне операције којој је морао бити подвргнут, то место припало је његовом класићу из селекције, Роџеру Чафију. Та рокада је Ајзлију спасила живот, али је Чафи страдао са остатком посаде у пожару на лансирној рампи. Услед одређених измена, Ајзли је са посадом са којом ће летети на Аполу 7 био резерва на Аполу 1, након чије је незгоде космички програм НАСА је одложен на одређено време. Прва мисија након новембра 1966. био је Аполо 7. И мада се умало нашао у великом проблему, будући да је испливала његова афера са женом која ће постати његова друга супруга, Дон Ајзли се нашао у улози пилота командног модула. Остатак посаде чинили су Волтер Шира, командант, и Волтер Канингем, пилот лунарног модула. Мисија је била у потпуности успешна и лет на Месец је био сасвим известан у догледном периоду. Посада Апола 7 освојила је чак и награду Еми захваљујући првом успешном ТВ преносу из свемира. Ипак, Аполо 7 је ушао у историју и по прехлади команданта Волтера Шире, коју је пренео Ајзлију. У наставку мисије дошло је до неслагања посаде са Контролом мисије, између осталог у погледу тесног распореда, чак и на крају мисије када је командант Шира инсистирао да при повратку летелице у атмосферу он и његове колеге због прехладе не носе кациге на глави, што су Крис Крафт и Доналд Слејтон изричито тражили. Због непослушности, ниједан од тројице астронаута није поново летео у свемир. Ајзли јесте био резерва на мисији Аполо 10, што би га сврстало у ред учесника лета Аполо 13, заједно са Гордоном Купером, резервним командантом Апола 10, али ни један ни други нису добили ту прилику. Ајзли напушта НАСА-у и Ратно ваздухопловство са чином пуковника, јуна 1972. године.

### Приватни сектор
Након повлачења из НАСА и Ратног ваздухопловства САД, Ајзли је каријеру наставио као директор Мировног корпуса САД за Тајланд, у периоду од 1972. до 1974. године. По напуштању ове позиције, прелази у компанију Marion Power Shovel, где ради као менаџер продаје. Такође, бавио се приватним и корпоративним пословима инвестиционе фирме Oppenheimer & Company. Године 1980. преселио се са породицом на Флориду, у град Вилтон Манорс. Убрзо је постао члан градске комисије, и служио у тамошњем политоделу. Након Ајзлијеве смрти, Вилтон Манорс је градски парк назвао њему у част. Члан је неколико кућа славних и носилац бројних друштвених признања, цивилних и војних одликовања.

### Приватни живот и смрт
Ајзли се два пута женио и имао је шесторо деце. Преминуо је 2. децембра 1987. од последица инфаркта. У тренутку смрти налазио се у Токију, на службеном путу. Имао је 57 година. Сахрањен је уз све војне почасти на Националном гробљу Арлингтон.

## Галерија
- Дон Ф. Ајзли (трећи слева) са својом астронаутском селекцијом, 1963. године
- Ајзли, Шира и Канингем (слева надесно) током тренинга, 1966. године
- Посада Апола 7, 1968. године
- Дон Ф. Ајзли са техничарима уочи Апола 7, 1968. године
- Дон Ф. Ајзли уочи лансирања Апола 7, 1968. године
- Дон Ф. Ајзли као пилот командног модула Апола 7, 1968. године
- Дон Ф. Ајзли (лево) и Волтер Шира током првог ТВ преноса из свемира, 1968. године
- Посада Апола 7 након успешног повратка на Земљу, 1968. године
- Посада Апола 7 (Ајзли трећи слева) са Барбаром Еден, Бобом Хоупом (прво двоје слева) и Полом Хејнијем (први здесна), 1968. године
- Ајзлијев гроб на Националном гробљу Арлингтон, 2015. година